# Захворювання Мінца
Хвороба Мінца(кров'яні виділення з соска) — симптом молочної залози який може характеризуватися, як доброякісним, папілярних новоутворенням так і раком молочної залози. Пухлини вражають жінок будь-якого віку, починаючи з підліткового і закінчуючи менопаузою.
Частота виявлення досягає 15 % від загального числа патологій грудних залоз. Цістааденоми і цістаденопапіломи представлені сосочковидним розростанням і схильні до травмування, крововиливів, некрозів можуть проявлятися як хвороба Мінца.

## Причини виділень з соска і фактори ризику
Як правило, патологічні зміни розвиваються при інфікуванні вірусом папіломи людини на тлі фіброзно-кістозної мастопатії (інші назви: хвороба Шіммельбуша, хронічний кістозний мастит, серозно-кістозна пухлина). В результаті патологічного процесу спостерігається локальне розширення проток і ущільнення в соску.
Провідним чинником є гормональний дисбаланс, серед причин якого виділяють:
- вагітність;
- дисфункцію яєчників;
- хронічні запалення органів репродукції;
- тривалі стреси і депресії;
- ендокринні патології;
- клімакс;
- гормональну контрацепцію;
- надлишкову масу тіла.

У групі ризику знаходяться жінки що палять та не народжували, а також пацієнтки, які вдаються до абортів. Дуже часто в анамнезі захворювання простежується генетична схильність.

## Клінічні прояви кров'яних виділень з соска
Очевидною ознакою є кров'яні виділення з грудей, крім цього, виділення соска може мати різні відтінки: прозорий, брудно-зелений або коричнево-червоний. При пальпації в області ореоли визначається еластичний вузол. Здавлювання викликає хворобливі відчуття, характерним є виділення з соска декількох крапель внутрішньопротокової рідини і зменшення обсягу пухлини.
У міру зростання пухлиноподібні вузол здавлює навколишні тканини, що призводить до порушення лімфовідтоку і набряку грудей. Крім цього, насторожити повинні почуття розпирання, підвищення температури тіла, збільшення пахвових і надключичних лімфовузлів.

## Класифікація папілярних цістаденом
Основними причинами виділень з соска можуть бути папілярні цистаденоми. Папілярні пухлини можуть вражати будь-який відділ молочної залози, з урахуванням локалізації виділяють:
- Центральні внутрішньопротокові папіломи, розташовані в області соска, складають 10 % від усіх доброякісних пухлин молочної залози і розвиваються у жінок старше 40 років. Як правило розташовуються на глибині до 5 см, мають великі розміри 2-4 мм і представлені папілярними утвореннями з ПРОТОКОВІЙ компонентом. Інша назва пухлини-склерозірующая папілома.
- Периферичні внутрішньопротокові розростання вражають молодих жінок, розвиваються без явних клінічних проявів. Пальпуються при обтурації просвіту протоки і формування кістозного компонента.
- Атипова внутрішньопротокова папілома відрізняється агресивністю, на тлі захворювання високі ризики розвитку інвазивних карцином. На відміну від типової гіперплазії, при якій уражається одна заліза, в цьому випадку велика ймовірність двостороннього процесу.

Крім цього, внутрішньопротокові папіломи класифікують в залежності від їх кількості-одинарні і множинні. Також виділяють юнацький тип папилломатоза, який характерний для дівчаток підліткового віку.

## Діагностика виділень з соска
Мамолог [Архівовано 15 серпня 2020 у Wayback Machine.] може запідозрити хворобу Мінца на першій консультації при пальпації і очевидними ознаками, таким як кровоточива молочна залоза, виділення з соска, набряклість і почервоніння грудей.
Для уточнення діагнозу призначають комплекс інформативних досліджень:
- цитологія виділень з соска;
- дуктографія;
- УЗД-діагностика.

Для диференціації внутрішньопротокової папіломи від галактореї і онкопатології іноді призначають МРТ. Локалізацію і розміри папілярних розростань дозволяє визначити дуктографія — рентгенконтрастне дослідження молочних проток.

## Лікування виділень з соска або хвороби Мінца
Видалення ураженої протоки з часткою (дуктлобулектомія), а також секторальна резекція молочної залози — найбільш часті операції. Методики щадні, не залишають рубців і зберігають форму грудей.
Центральна секторальна резекція молочної залози.
Щоб уникнути психологічної травми в нашій клініці можливо провести реконструкцію грудей у випадках якщо обсяг видаляються тканин значний і не дозволяє сформувати достатній естетичний результат. Сучасні підходи, методики та інноваційні технології гарантують чудовий результат!
Виділення з соcка під час вагітності
У період вагітності в організмі відбувається гормональна перебудова, молочні протоки розширюються, готуючи молочну залозу до лактації. При наявності у жінки вірусу папіломи людини, факторів спадковості і зниженого імунітету дані умови є ідеальними для розвитку хвороби Мінца. У цей період патологія дуже небезпечна, тому що постійно мінливий гормональний фон може стати причиною активного розростання папілом. Новоутворення великих розмірів здатне закупорити протоки молочної залози, що призводить до ускладнень різної тяжкості.
Рання діагностика дозволяє уникнути неприємних наслідків, тому при появі характерної симптоматики необхідна термінова консультація лікаря-мамолога. У клініці доктора Бондаря О. В. дотримуються вичікувальної тактики і в більшості випадків оперативне лікування відкладається на післяпологовий період.
Чи можна годувати грудьми при кров'яних виділеннях з соска?
Питання вирішується в індивідуальному порядку після комплексного лабораторно-інструментального обстеження та диференціації пухлини від злоякісного утворення. При виявленні внутрішньопротокових папілом невеликих розмірів і низьких ризиках малігнізації пацієнтки не забороняється грудне вигодовування.
Ризики і ускладнення виділень з соска
Патологічні зміни носять наростаючий характер, ризики виникнення злоякісної пухлини процесу особливо високі при множині ураженні проток. Небезпека захворювання полягає в безсимптомному перебігу, тому своєчасне обстеження у мамолога запобігає грізні ускладнення.